# Virgin Megastore

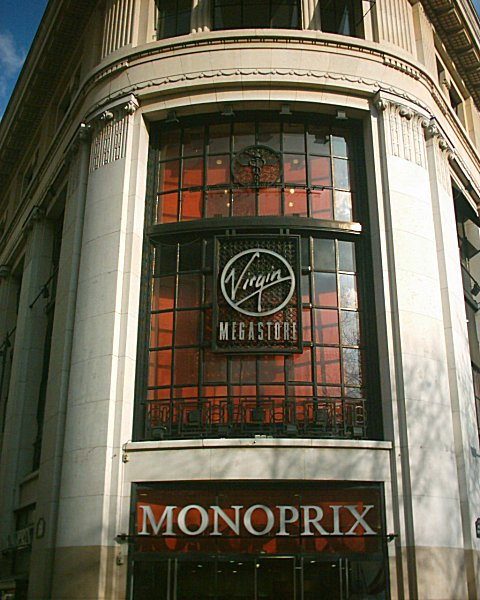
Virgin Megastore w Paryżu

Virgin Megastores – międzynarodowa sieć sklepów muzyczno-rozrywkowych. Pierwszy sklep pod tym szyldem został otwarty przez założyciela Virgin Group, Richarda Bransona, przy londyńskiej Oxford Street w 1979 roku.
Dziś Virgin Megastores to dużo więcej niż sklepy muzyczne – w ich ofercie oprócz płyt można znaleźć książki, gry, sprzęt elektroniczny i wiele innych artykułów.
Firma w ramach swojego rozwoju (zwłaszcza w latach 90.) otworzyła setki sklepów na całym świecie. W ostatnich latach wiele z nich zostało sprzedanych lub zamkniętych (głównie w Wielkiej Brytanii i USA). Obecnie największymi rynkami na jakich działają Virgin Megastores są: Francja, Australia i Bliski Wschód.

## Historia
Branson wraz ze swoim wspólnikiem Nikiem Powellem początkowo prowadził mały sklep z płytami nazwany Virgin Records and Tape w dzielnicy Notting Hill w Londynie. Sklep specjalizował się w imporcie płyt „kraut-rockowych”. Klientom udostępniał pufy i darmowe jedzenie wegetariańskie podczas słuchania płyt. Po tym jak sklep odniósł sukces, biznes został przekształcony w wytwórnię płytową.

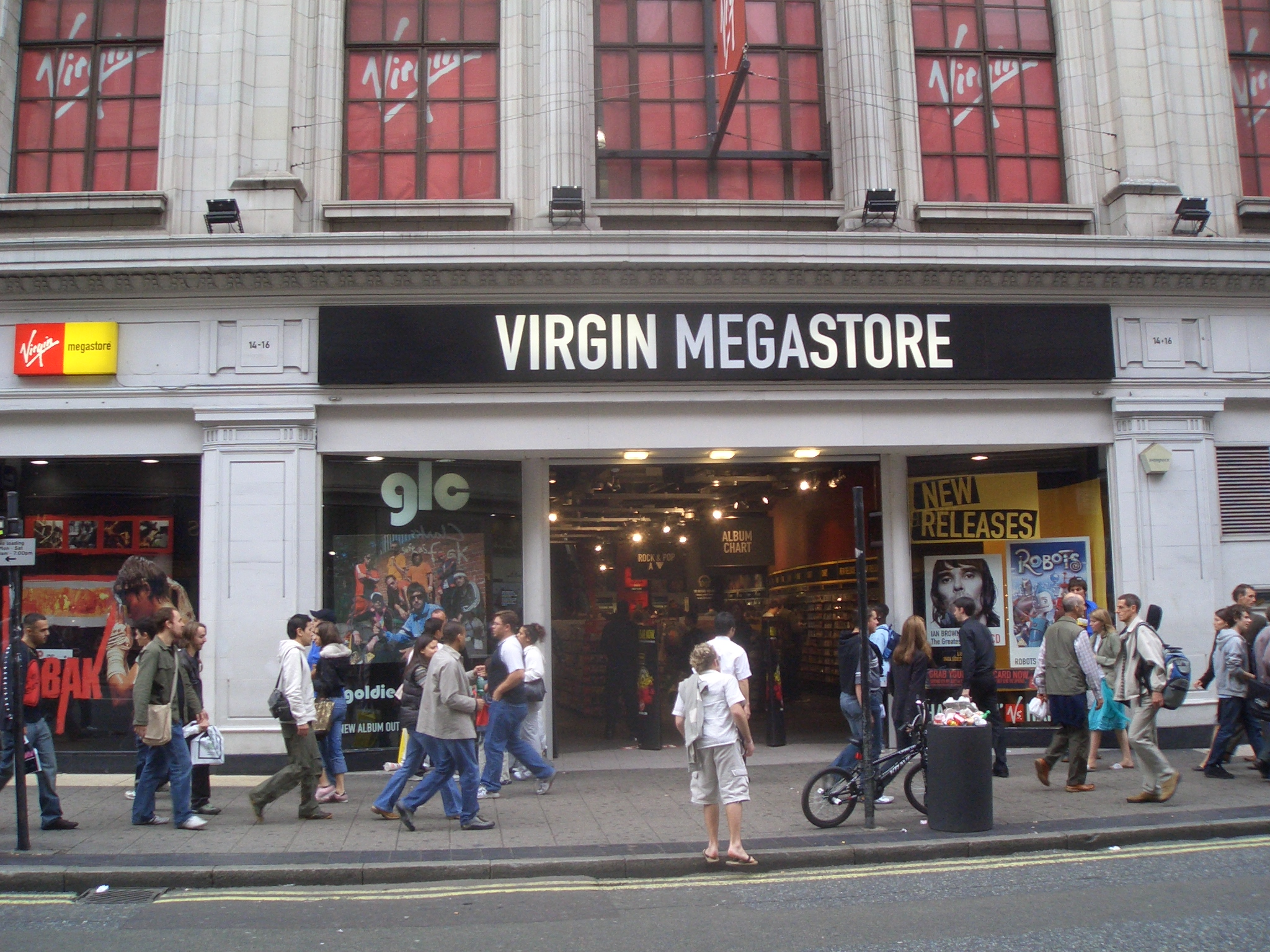
Duży sklep przy londyńskiej Oxford Street (fotografia archiwalna z 2005 r.)

Nazwa „Virgin”, zgodnie z tym co Branson napisał w swojej autobiografii, została wymyślona przez Tesse Watts, a odnosiła się do ich braku doświadczenia – byli jak „dziewice w biznesie”. Pierwsze sukcesy wytwórni przyszły wraz z wydaniem płyt Mike'a Oldfielda, a w 1977 podpisaniem kontraktu z grupą Sex Pistols. Kolejnym krokiem w karierze Richarda Bransona było założenie reprezentacyjnego sklepu przy Oxford Street. Działo się to w roku 1979, a sklep był pierwszym Virgin Megastore. Na przestrzeni lat 80. i 90. Virgin Megastores otworzyło ponad 100 sklepów w Wielkiej Brytanii i innych krajach świata.

## Własność
Podobnie jak inne marki Virgin, Virgin Megastores nie w całości należy do Virgin Group. Na początku lat 2000 Virgin Group podjęło decyzję o sprzedaży różnym firmom większości swoich sklepów, wśród głównych kupujących znalazło się Lagardere Group. Virgin Group zachowało sklepy w Wielkiej Brytanii, Irlandii, USA i Japonii, podczas gdy Lagardere Group przejęło działalność w Australii, Chinach, Zjednoczonych Emiratach Arabskich, Grecji, Egipcie i Libanie.

## Asortyment
Sklepy Virgin posiadają szeroki asortyment płyt CD, gier, książek, DVD, płyt winylowych, odtwarzaczy mp3, czasopism, akcesoriów i produktów dodatkowych, takich jak kalendarze, gry planszowe i firmowe gadżety.

## Lokalizacje

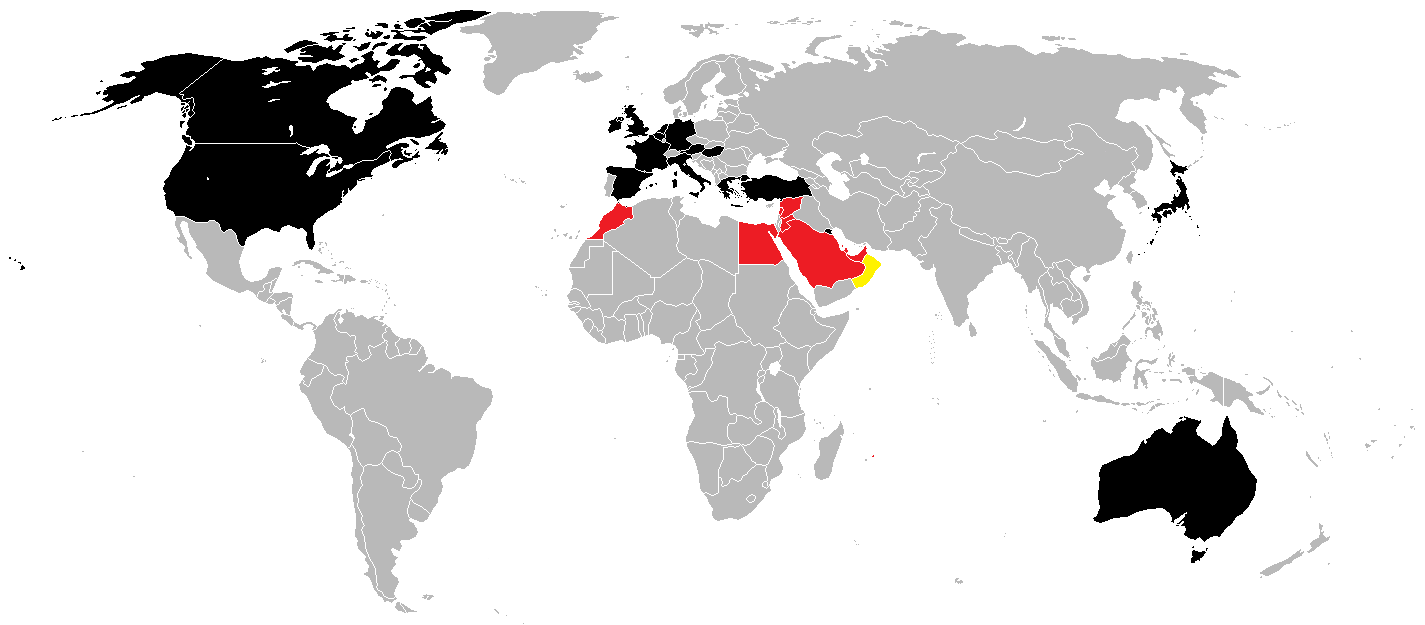
Legenda:
Byłe lokalizacje
Obecne lokalizacje
Przyszłe lokalizacje
Brak danych

Byłe lokalizacje
     Obecne lokalizacje
     Przyszłe lokalizacje
     Brak danych